# Mercurol
Mercurol korábbi község (település) Franciaországban, Drôme megyében. 2016. január 1-jén Veaunes községgel egyesült és Mercurol-Veaunes új község része lett.
Lakosainak száma 2245 fő (2013). Mercurol Tournon-sur-Rhône községgel határos.

## Népesség
A település népességének változása:
| Lakosok száma | 837  | 907  | 1011 | 1313 | 1643 | 1670 | 2122 | 2245 |
|               | 1962 | 1968 | 1975 | 1982 | 1990 | 1999 | 2008 | 2013 |